# Diccionari del cinema a Catalunya
El Diccionari del cinema a Catalunya és un diccionari que recull els noms propis que han destacat en més de 100 anys d'història del cinema a Catalunya. Dirigida per Joaquim Romaguera i Ramió i amb l'aportació de més de 40 especialistes, fou editat inicialment en paper per Enciclopèdia Catalana l'any 2005 i incorporat al portal enciclopedia.cat el 2017.
El diccionari conté 1.311 entrades de les que 730 pertanyen a directors, actors, guionistes, muntadors i directors de fotografia. 282 entrades pertanyen a pel·lícules, incloent una breu fitxa tècnica i artística, una sinopsi i un comentari. 299 entrades inclouen des d'empreses fins a publicacions.